# Kościół Podwyższenia Krzyża Świętego w Szarkowszczyźnie
Kościół Podwyższenia Krzyża Świętego w Szarkowszczyźnie – kościół parafialny w Szarkowszczyźnie. Niedzielne Msze Święte odbywają się w językach białoruskim i polskim.

## Historia
W wyznaczonym przez władze miejscu parafianie najpierw wybudowali kaplicę, w której pierwszą Mszę Świętą odprawiono 21 lipca 1991 r. W sierpniu 1992 roku rozpoczęto budowę kościoła. Prace nadzorował ówczesny proboszcz ks. Krzysztof Siłkowski SCJ. Budowę świątyni ukończono w 1995 roku. 

## Architektura
Budynek na planie prostokąta jest trójnawową bazyliką z trzykondygnacyjną wieżą i pięcioboczną apsydą. Płaskie boczne elewacje są przedzielone łukowymi otworami okiennymi. Apsyda zwieńczona jest sygnaturką. 